# Strada statale 2 Via Cassia
La strada statale 2 Via Cassia (SS 2) è un'importante e storica strada italiana che collega Roma a Firenze. Lungo il percorso attraversa le città di Viterbo e Siena. Prende il nome dalla strada consolare romana Cassia, di cui ricalca il collegamento alle principali città terminali ma non il percorso; l'antico tracciato, infatti, nel tratto toscano transitava in Val di Chiana toccando Arezzo anziché Siena.

## Storia
La SS 2 venne istituita nel 1928 con il seguente percorso: "Roma - Vetralla - Viterbo - Montefiascone - Radicofani - Siena - Poggibonsi - Firenze."
Nel maggio 1964 venne aperta al traffico una variante stradale di 10 km di lunghezza che evita l'attraversamento del centro abitato di Radicofani.
Ai sensi del decreto legislativo 31 marzo 1998, n. 112, l'arteria è passata dalla competenza dell'ANAS a quella della Regione Lazio nel 2002 e della Regione Toscana nel 2001, che hanno ulteriormente devoluto le rispettive competenze alla Provincia di Roma, alla Provincia di Viterbo, alla Provincia di Siena e alla Provincia di Firenze per le tratte insistenti sul loro territorio.
Il 5 marzo 2007 la società Astral ha acquisito la titolarità di concessionario dell'infrastruttura per quanto riguarda il tratto laziale.
Nell'ambito del cosiddetto piano "Rientro strade", a seguito della Conferenza Unificata per la revisione delle reti stradali e in esecuzione del DPCM del 28/02/2018, la strada è tornata di competenza dell'ANAS.

## Percorso
La strada ha inizio a Roma, e, a differenza di tutte le altre strade consolari che partono dall'Urbe, il suo chilometro zero (vale a dire l'inizio della progressiva chilometrica) non è localizzato al Campidoglio bensì a Ponte Milvio. Il tratto urbano da piazzale di Ponte Milvio fino all'incrocio con via Oriolo Romano, dismesso da tempo al Comune di Roma dall'ANAS, ha assunto dal Dopoguerra la denominazione di via Cassia Antica, per distinguerlo da una rettifica a monte realizzata dall'ANAS e battezzata via Cassia Nuova. Il piano regolatore del 1931 prevedeva anche un ingresso monumentale alla città, attraverso l'attuale Ponte Flaminio (inaugurato nel 1951) e l'attuale Corso Francia che, fino al 1960, costituiva il primo tratto della via Cassia Nuova.
La zona dalla confluenza tra la via Cassia vecchia e quella nuova fino ai confini del Comune ha conosciuto uno sviluppo edilizio molto intenso a partire dal 1944, divenuto addirittura frenetico negli anni del "boom" economico. Alla fine degli anni ottanta, l'Anas ha dismesso al Comune di Roma il tratto urbano fino all'incrocio con il Grande Raccordo Anulare (uscita 3). Da lì, la statale si dirige verso l'antica città etrusca di Veio. In questo tratto la strada si presenta ampia, ma a carreggiata unica e piuttosto varia dal punto di vista altimetrico (caratteristica, quest'ultima, che l'accompagna per tutto il suo sviluppo). Presso Formello si aggancia alla strada statale 2bis Cassia Veientana e diviene a quattro corsie su due carreggiate separate, senza incroci a raso (rampa per Cesano, rampa per Campagnano di Roma, rampa per Vallelunga, rampa per Mazzano Romano e rampa per Nepi-Umiltà), sino a Monterosi che si trova già in provincia di Viterbo.
In territorio viterbese la strada (che torna a carreggiata unica) percorre la fascia di territorio compresa tra il Lago di Bracciano, a sud, e il Lago di Vico, a nord. Tocca Sutri, Capranica e Vetralla dove incontra la SS 1bis, giungendo a Viterbo. Attraversa la città costeggiando le mura medievali, poi a nord interseca la strada statale 675 Umbro-Laziale e, con percorso ondulato, raggiunge Montefiascone da dove ha inizio la ex SS 71 Umbro Casentinese Romagnola. Proseguendo scende verso il Lago di Bolsena di cui lambisce le sponde nord-orientali attraversandone l'omonima cittadina. Abbandonato il lago, poco dopo incrocia presso Borghetto la strada statale 489 e attraversa le colline vulcaniche poste sul suo lato settentrionale (Monti Volsini), toccando San Lorenzo Nuovo, dove giunge al termine di un tratto rettificato negli anni sessanta, ed Acquapendente. Superata Acquapendente, la Cassia discende nel fondovalle del fiume Paglia, proseguendo in un tratto pianeggiante, in parte ammodernato. Giunta nella frazione di Centeno, lascia il territorio laziale per entrare in Toscana, in provincia di Siena.
In territorio senese la strada assume andamento più rettilineo e meno movimentato in termini altimetrici, rispetto al precedente tratto in provincia di Viterbo. La salita al borgo di Radicofani (al quale si arrampica la Via Cassia medioevale, lasciando a testimonianza una stazione di Posta) è evitata da una variante aperta nel 1964 attraverso un viadotto - rimasto chiuso per problemi strutturali dal 3/10/2014 al 5/05/2017 - e un tunnel. Oltrepassata l'area del Monte Amiata, la strada entra nelle Crete Senesi toccando San Quirico d'Orcia e Buonconvento, evita l'attraversamento del centro di Monteroni d'Arbia mediante una tangenziale a carreggiata doppia e quattro corsie complessive, primo e unico lotto completato della futura superstrada Nuova Cassia. Giunta in prossimità dell'abitato di Siena, la strada incrocia la strada statale 73 Senese Aretina ed entra in città.
Uscita da Siena, la Cassia inizia a dirigersi verso il capoluogo toscano seguendo grossomodo il percorso del Raccordo Firenze-Siena con il quale ha diverse connessioni. Tocca Monteriggioni e Poggibonsi, per entrare subito dopo in provincia di Firenze dove percorre per un certo tratto la valle del fiume Pesa. Attraversa Barberino Val d'Elsa, Tavarnelle Val di Pesa e San Casciano in Val di Pesa, arrivando alle porte di Firenze.
All'intersezione con l'autostrada del Sole, a Firenze Impruneta, alla medesima rotatoria convergono la Cassia, il casello autostradale e il Raccordo Firenze-Siena.
Superata l'autostrada, la Cassia entra nella periferia sud della città dirigendosi verso l'Arno (Via Senese) terminando il suo percorso a Ponte Vecchio.